# Denuncia
La denuncia o denunzia in diritto è un atto giuridico formale con il quale ogni persona porta a conoscenza di una autorità competente (ad esempio l'autorità giudiziaria) un fatto del quale abbia notizia (ad esempio un reato) per il quale è prevista perseguibilità d'ufficio.
I campi in cui si riscontrano frequenti denunce sono il diritto penale (notitia criminis), il diritto tributario (denuncia di redditi) e il diritto amministrativo (come l'edilizia).

## Descrizione generale
Nella generalità dei casi la denuncia è facoltativa ed è obbligatoria nei casi espressamente previsti dalla legge. La denuncia può essere presentata in forma orale o scritta. Nel primo caso l'ufficiale di polizia giudiziaria - o il pubblico ministero - redige verbale, mentre nel secondo l'atto dovrà essere sottoscritto dal denunciante o da un suo procuratore legale. Per la denuncia da parte dei privati non è previsto un contenuto formale tipico e il denunciante può limitarsi alla semplice esposizione del fatto. Quando la denuncia è facoltativa non è previsto alcun termine per la sua presentazione, mentre nei casi di denuncia obbligatoria apposite disposizioni stabiliscono il termine entro il quale essa deve essere fatta. La persona che presenta una denuncia ha diritto di ottenere attestazione della ricezione.

## Nel mondo

### Italia
In Italia il contenuto della denuncia, ossia ciò che il denunciante porta a conoscenza dell'amministrazione competente, ha in genere pubblica rilevanza od ottempera a prescrizioni emanate per il pubblico interesse, la pubblica sicurezza o l'ordine pubblico. Rientrano in tale ambito:
- la denuncia di inizio attività in edilizia;
- la denuncia di nuova opera.

La denuncia però ha anche rilevanza nel diritto privato. Possono includersi in questo settore:
- la denuncia di danno temuto;
- la denuncia di un sinistro automobilistico che si inoltra a una compagnia di assicurazione.

Per talune fattispecie la denuncia è obbligatoria, mentre in alcuni casi la presentazione di una denuncia è requisito necessario per un procedimento di interesse del denunciante. Un'ulteriore ipotesi è contemplata dall'ordinamento penale: in tal caso, la denuncia è presentata da pubblici ufficiali o incaricati di un pubblico servizio (art. 331 c.p.p.) o da parte di privati (art. 333 c.p.p.). Può anche essere preceduta da diffida.